# Kėdainiai
Kėdainiai (Duits Kedahnen, Pools Kiejdany) is een stad in het midden van Litouwen in het district Kaunas. De stad is gelegen aan het riviertje de Nevėžis en heeft 24.928 inwoners (2016). De gelijknamige gemeente heeft 64.000 inwoners.
Kėdainiai werd voor het eerst genoemd in 1372 en werd in de 15e eeuw als stad aangeduid. Officieel kreeg de stad in 1572 stadsrechten. Kėdainiai was het centrum van de hervorming in Litouwen; tegenwoordig staat er nog een lutherse kerk.

## Stadsbeeld
De oude binnenstad is goed bewaard gebleven. Er staan verschillende kastelen en herenhuizen van de Litouwse adel, die tegenwoordig vooral als openbaar gebouw worden gebruikt. Naast de lutherse kerk, die uit 1629 dateert, zijn er aan kerkgebouwen onder meer de houten St. Jozefkerk (Šv. Juozapo bažnyčia) en twee synagogen.
In het noorden van de stad bevindt zich een minaret, een curiositeit in een stad zonder moslims. Het bouwwerk dateert uit 1880 en werd door landeigenaar Eduard Totleben gebouwd ter herinnering aan de Russisch-Turkse Oorlog (1877-1878), waaraan hij had deelgenomen.

## Foto's

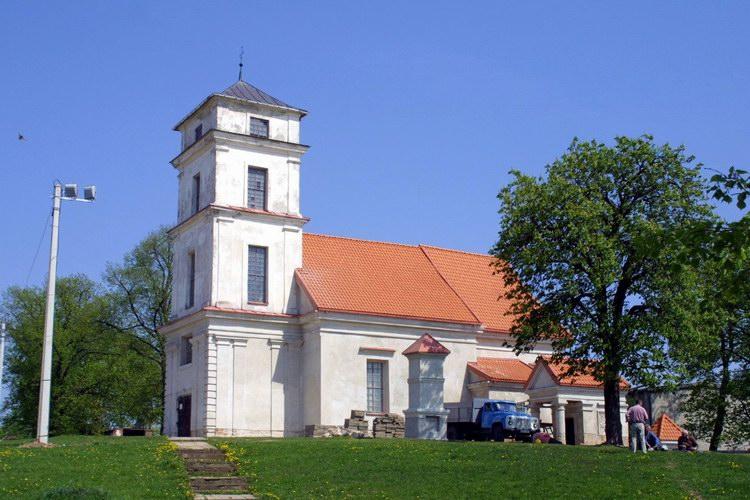
Evangelische kerk
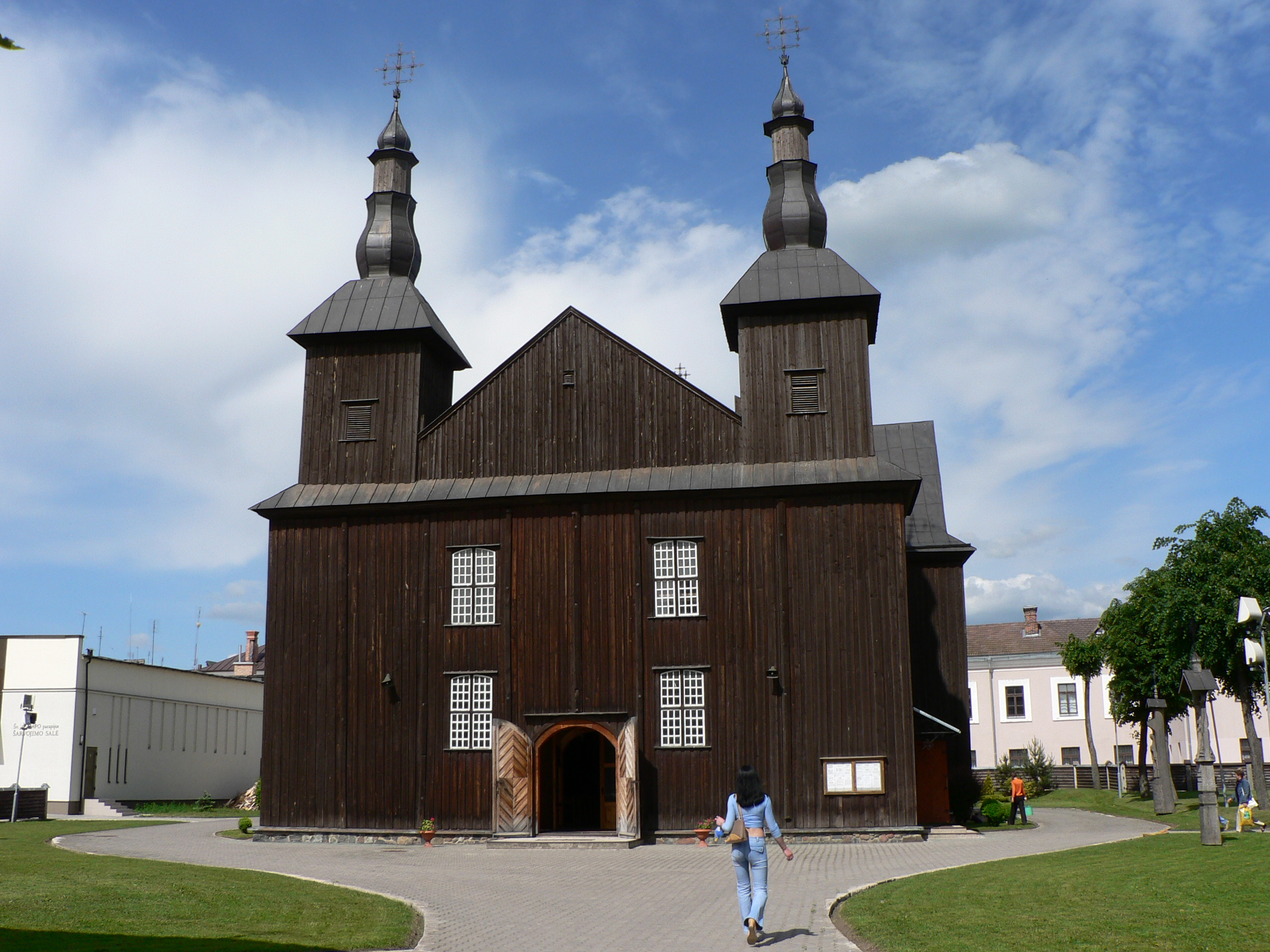
Houten kerk St. Joseph
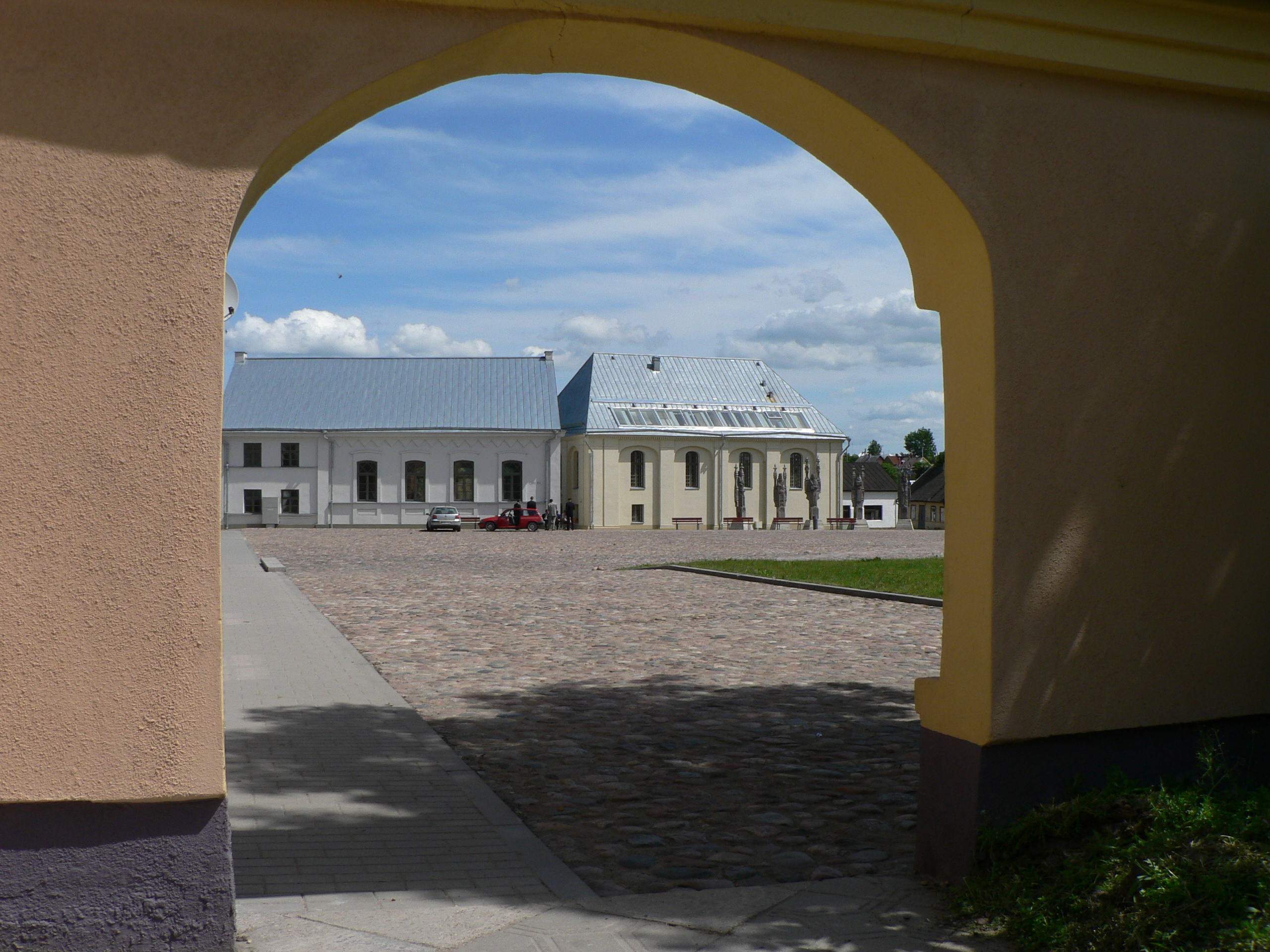
Synagogen in de oude stad